# Keele Hall
Keele Hall é uma mansão do século XIX situada em Keele, Staffordshire, Inglaterra, atualmente localizada no campus da Universidade de Keele, onde funciona como centro de conferências da referida instituição. Trata-se de um edifício classificado com o grau II*, de acordo com o sistema britânico de proteção do património arquitetónico.

## História

### Primórdios
O senhorio de Keele foi adquirido pela família Sneyd em 1544, uma família da pequena nobreza de Staffordshire, que ocupou por diversas vezes a presidência da câmara municipal do burgo de Newcastle-under-Lyme, além de possuir terras nas localidades vizinhas de Audley e Bradwell. Por volta de 1580, Ralph Sneyd mandou construir, no local, uma ampla casa com frontões ao estilo Tudor. A família prosperou como proprietária de minas de carvão (em Silverdale, Staffordshire) e de ferro, bem como na indústria de fabrico de tijolos e telhas.
Durante a Guerra Civil Inglesa, acredita-se que Keele Hall tenha, ainda que brevemente, servido de refúgio ao Rei Carlos II após a Batalha de Worcester, em 1651. Enquanto apoiantes da causa real, os Sneyd viriam a ser severamente multados após a vitória final das forças parlamentaristas.

### Novo solar
O solar foi herdado por Ralph Sneyd em 1829, na sequência do falecimento de seu pai. Já em meados do século XIX, encontrava-se em avançado estado de degradação. Em 1851, a antiga residência foi demolida e substituída pela atual edificação no estilo jacobino, projectada pelo arquitecto Anthony Salvin, possivelmente com o propósito de emular a propriedade vizinha de Crewe Hall.
O parque foi ajardinado entre 1768 e 1770 por William Emes, que ampliou ou modificou as lagoas já existentes e plantou árvores com o intuito de ocultar as quintas em funcionamento que subsistiam no interior da propriedade. A sua principal característica natural é o vale arborizado com lagoas, que se estende para sudeste desde Keele Hall até Springpool Wood, no extremo sul do parque, junto à autoestrada M6. A lagoa existente nesse bosque era originalmente um reservatório artificial (hammer pond) destinado ao funcionamento de uma forja.

### Grão-Duque Miguel Mikhailovich da Rússia
Com o declínio da fortuna da família Sneyd, o solar foi arrendado, entre 1900 e 1909, ao Grão-Duque Miguel Mikhailovich da Rússia, filho do Grão-Duque Miguel Nicolaievich da Rússia e neto do Czar Nicolau I, bem como à sua esposa, a Condessa Sophie von Merenberg. O casal contraira um matrimónio morganático, circunstância que os condenou a viver permanentemente no exílio, repartindo-se entre Inglaterra, França e Alemanha.

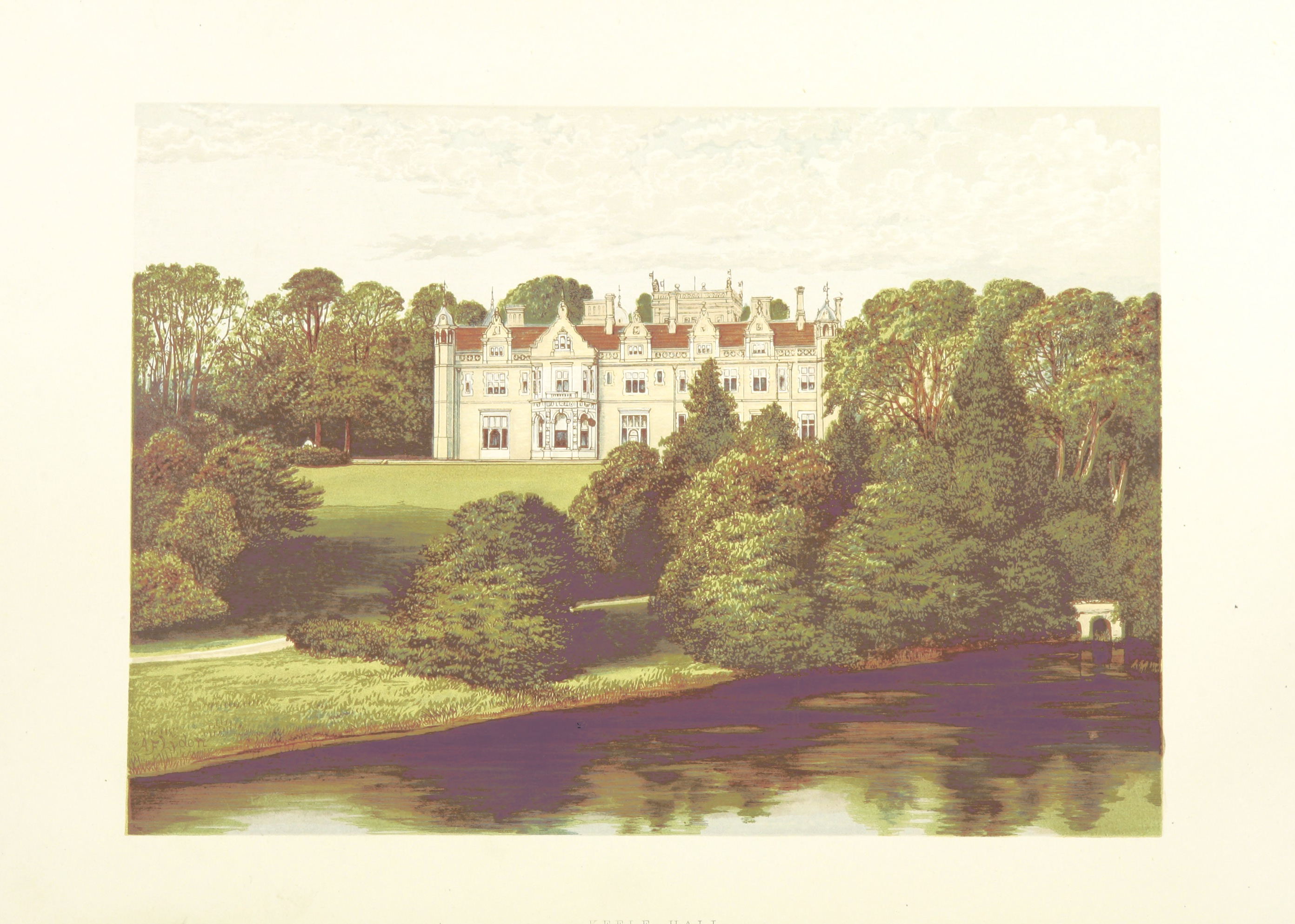
Fachada sul de Keele Hall, 1879

Durante a sua permanência em Keele Hall, o casal organizava frequentemente recepções, às quais compareciam diversas figuras de relevo, entre as quais o pai de Sophie, Nicolau Guilherme de Nassau, Francisco de Teck, Piotr Sviatopolk-Mirsky e o embaixador russo Conde Alexander von Benckendorff. Em 1901, Eduardo, Príncipe de Gales, visitou Keele Hall durante uma estadia nas imediações, quando se encontrava hospedado junto do Duque de Sutherland, residente no próximo Trentham Hall.
Durante os dez anos em que o Grão-Duque residiu em Keele Hall, adoptou o estilo de vida próprio de um senhor rural inglês. O casal gozava de grande simpatia junto da população local, visitando regularmente a escola do povoado de Keele. Em 1902, a câmara municipal de Newcastle-under-Lyme conferiu a Miguel a distinção de Lorde Grande Mordomo do burgo.

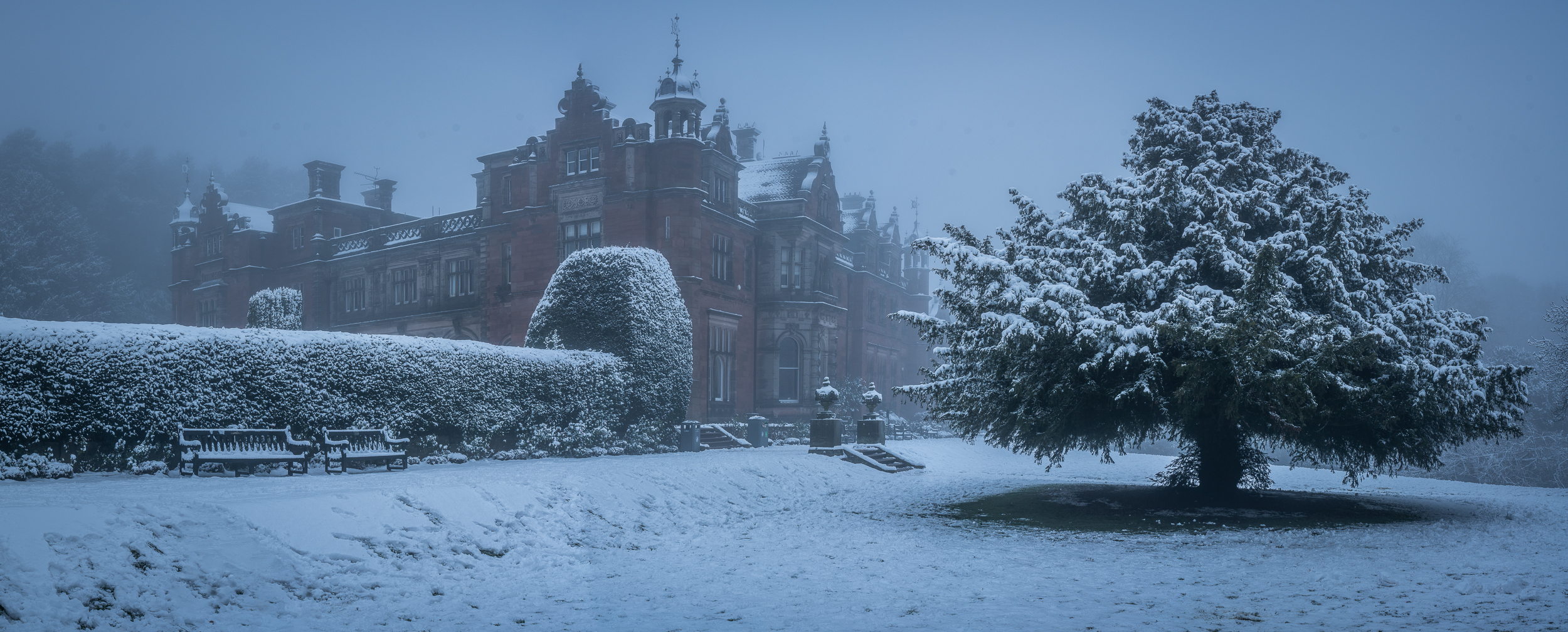
Keele Hall coberto de neve, 2023

### 1945–Presente
Durante a Segunda Guerra Mundial, o solar foi requisitado pelas forças armadas. Em 1948, com o apoio de financiamento através de subsídios, a propriedade de Keele foi vendida pela família Sneyd para a criação do University College of North Staffordshire, que em 1962 viria a ser instituído como Universidade de Keele. Keele Hall é atualmente utilizado para a realização de conferências, eventos e cerimónias de casamento.

## Arquitectura

### Exterior
A casa encontra-se construída em pedra arenosa vermelha e amarela, com cantarias rústicas nas quinas. Projectada segundo uma planta aproximadamente em «L», o estilo é de revivalismo jacobino. Organiza-se em torno de um pátio interior, apresentando três pisos, incluindo cave. Num dos lados do pátio situa-se uma ala de serviços de construção mais simples.

### Interior
Os interiores das salas de estado exibem uma decoração eclética, integrando estilos diversos, como o estilo Luís XVI e o revivalismo renascentista. Algumas divisões revelam influência das obras do arquitecto inglês William Kent. A sala de jantar em estilo revivalista Tudor apresenta tapeçarias da manufatura de Aubusson e entalhes no estilo de Grinling Gibbons. Esta sala é actualmente utilizada pela Universidade de Keele como sala comum da instituição.